# Shannon MacMillan
Shannon Ann MacMillan, née à Syosset le 7 octobre 1974, est une joueuse américaine de soccer des années 1990 et 2000. Elle évolue au poste de milieu de terrain puis à celui d'attaquant.

## Biographie
Elle est internationale américaine à 176 reprises (1994-2006) pour 60 buts. Elle participe aux JO 1996 (inscrivant 3 buts et remportant la médaille d'or), à la Coupe du monde 1999 (3 buts et championne du monde), aux JO 2000 (1 but et médaillée d'argent) et à la Coupe du monde 2003 (aucun but et 3e du tournoi).
Elle remporte le Trophée Hermann en 1995, qui la consacre meilleure joueuse de soccer universitaire.
Elle joue dans un club japonais (Shiroki FC Serena) et trois clubs américains (University of Portland, San Diego Spirit et Washington Freedom).

## Clubs
- Shiroki FC Serena (JO 1996)
- University of Portland (Coupe du monde 1999)
- San Diego Spirit (Coupe du monde 2003)
- 2004 :  Washington Freedom